# Slaine (rapper)
Slaine, pseudonimo di George Carroll (Boston, 27 settembre 1977), è un rapper e attore statunitense.

## Filmografia
- Gone Baby Gone, regia di Ben Affleck (2007)
- The Crack Down, regia di Charles Nordeen (2008)
- The Town, regia di Ben Affleck (2010)
- Bad Blood, regia di Michael Yebba (2011)
- Cogan - Killing Them Softly (Killing Them Softly), regia di Andrew Dominik (2012)
- A Feeling from Within, regia di Michael Yebba (2012)
- By the Gun, regia di James Mottern (2014)
- GirlHouse, regia di Jon Knautz e Trevor Matthews (2014)
- The Wannabe, regia di Nick Sandow (2015)
- It Snows All the Time, regia di Jay Giannone (2016)
- Una spia e mezzo (Central Intelligence), regia di Rawson Marshall Thurber (2016)
- Let Me Make You a Martyr, regia di Corey Asraf e John Swab (2016)
- Dead Draw, regia di Brian Klemesrud (2016)
- L'autista (Wheelman), regia di Jeremy Rush (2017)

## Doppiatori italiani
- Fabrizio Vidale in Gone Baby Gone, The Town
- Christian Iansante in L'autista

## Discografia
- 2006 - Rich Man, Poor Man (EP)
- 2011 - A World with No Skies
- 2013 - The Boston Project
- 2014 - The King of Everything Else
- 2016 - Slaine Is Dead (EP)
- 2017 - Anti-Hero (con Termanology)